# Antilophia bokermanni
Antilophia bokermanni е вид птица от семейство Манакинови (Pipridae). Видът е критично застрашен от изчезване.

## Разпространение
Видът е разпространен в Бразилия.